# Kölntor

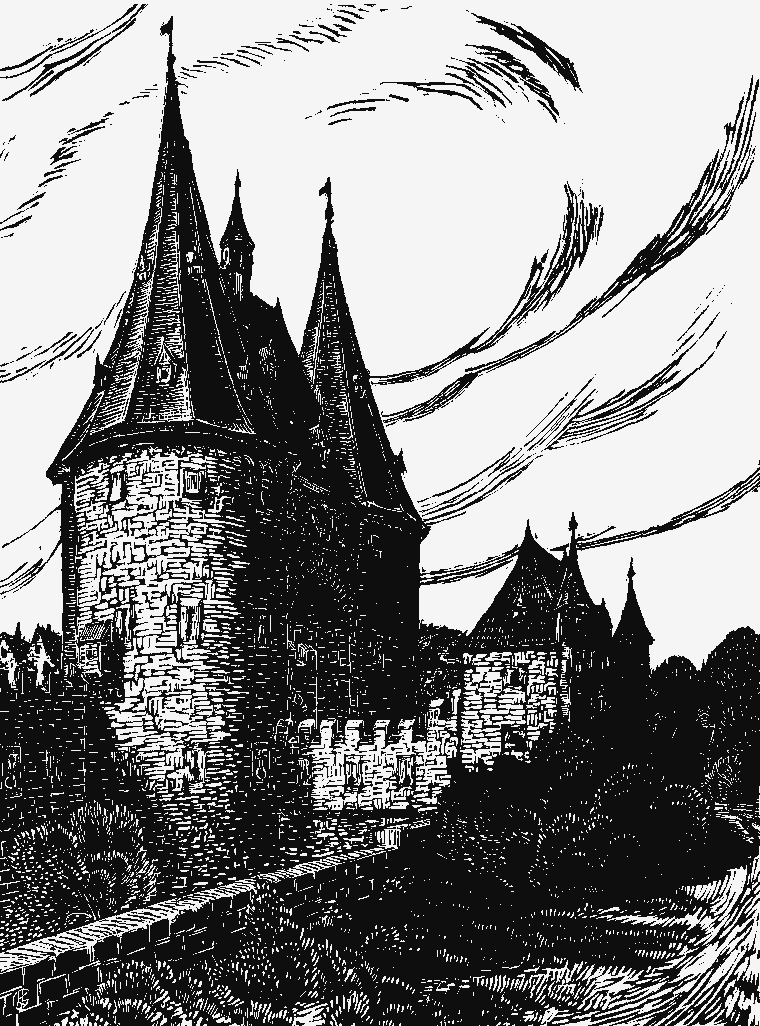
Kölntor in vermoedelijk 18e eeuw, houtsnede van K. J. Gollrad

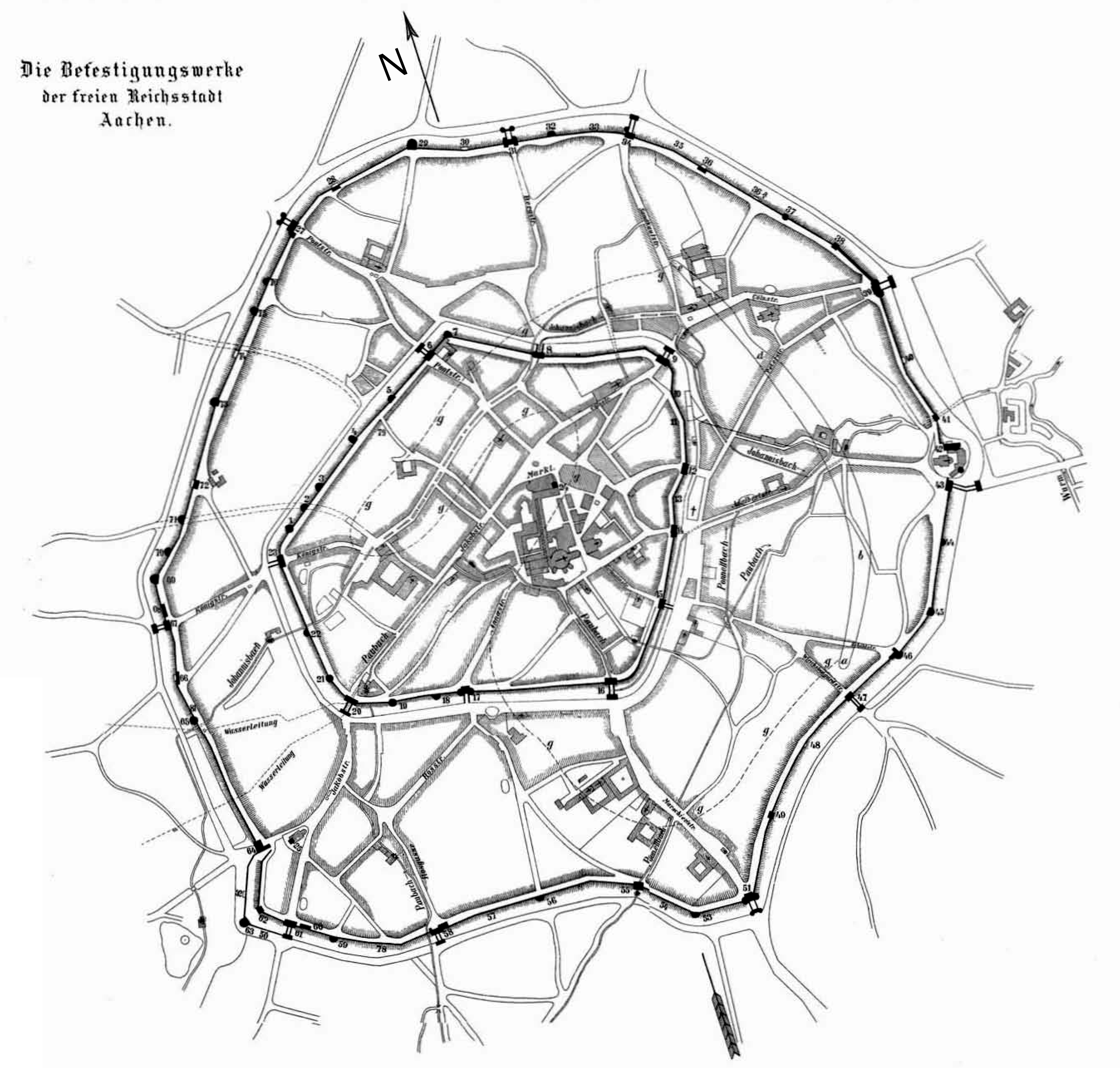
Overzicht van de vestingwerken in Aken. Nummer 39 is de Kölntor.

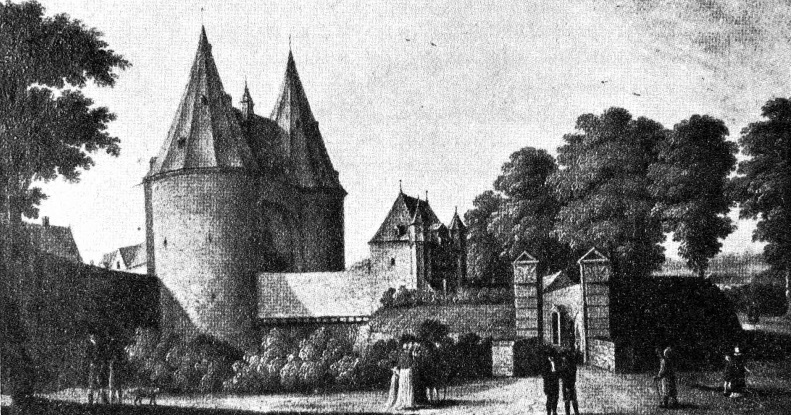
1790

De Kölntor (Nederlands: Keulenpoort) of zoals ook in de literatuur Cölnthor, Neutor of Neu-Cölnerthor genoemd, was een stadspoort gebouwd tussen 1257 en 1357 en maakte deel uit van de buitenste stadsmuren van de Duitse stad Aken. Het poortgebouw bestaat niet meer.

## Ligging
De Königstor had als equivalent in de binnenste stadsmuren de Kölnmitteltor. De beide poorten waren onderling met elkaar verbonden via de huidige Alexanderstraße.
De poort ligt in het oosten van de buitenste stadsmuren en was een van de vier belangrijkste poorten van Aken (Ponttor, Kölntor, Marschiertor en Jakobstor). Tevens was het een van belangrijkste verkeersaders van Aken die aan de andere kant van de stad (zuidwesten) via de Jakobstraße en de Jakobstor de stadsomwalling weer verlaat.
Als onderdeel van de buitenste stadsmuren van Aken lag de Kölntor tussen de Sandkaultor in het noordwesten en de Adalbertstor in het zuiden, aan het uiteinde van de Alexanderstraße en de Peterstraße. Tussen de Sandkaultor en de Kölntor lagen een van de wachthuizen van de Akense stadsmuren (Wachthaus Schaafjanshäuschen) en de twee weertorens Heinzenturm en Schänzchen. Tussen de Kölntor en de Adalbertstor lagen een erker van de Akense stadsmuren, een van de wachthuizen van de Akense stadsmuren en de waltorens de Wasserturm en de Adalbertsturm.

## Geschiedenis
De Kölntor was rond 1320 gereed voor gebruik. De naam komt voort uit de situatie dat reizigers uit de richting van Keulen de stad via deze poort binnen kwamen. Er was een directe verbinding op de hoek van de Rudolfplatz/Hahnenstraße/Friesenwall gelegen Keulse stadspoort Hahnentorburg. De in Aken gekroonde koningen verlieten door de Kölntor de stad om vervolgens het stadsgebied van Keulen via de Hahnentorburg te betreden.
Tijdens de Franse bezetting van Aken gaf Napoleon in 1804 de instructies om de militaire betekenis van Aken te minimaliseren. Als gevolg van dat besluit werd in 1807 de stadspoort compleet afgebroken.

## Opbouw
De stadspoort gold als een van de meest imposante stadspoorten van de stad Aken. Het bestond uit dubbeltorige hoofdpoort met weervanen en een voorpoort. Tussen de ronde torens bevond zich het centrale gebouw met op de top een dakruiter. In dit centrale deel bevond zich de comfortabele wachtkamer van de poortcommandanten met wandkasten en een open haard.
De Kölntor had een voorpoort met twee eveneens van weervanen voorziene zeshoekige torentjes met spitsdaken.